# Jules Supervielle
Jules Supervielle (n. 16 ianuarie 1884, Montevideo, Departamentul Montevideo, Uruguay – d. 17 mai 1960, Paris, Île-de-France, Franța) a fost un poet și scriitor uruguayan. El a fost nominalizat de trei ori la Premiul Nobel în Literatură.
Jules Supervielle s-a situat împotriva curentului suprarealist, care era dominant în prima jumătate a secolului al XX-lea. Dornic să propună o poezie mai apropiată de om și în relație cu lumea reală, el a respins scrisul automatizat și dictatura inconștientului, fără a nega meritele poeziei moderne de după Baudelaire, Rimbaud și Apollinaire, ca și anumite înnoiri fundamentale aduse de suprarealiști.
Atent la universul din jurul său, ca și la fantomele lumii sale interioare, el a fost unul dintre primii care au recomandat o vigilență față de mișcarea suprarealistă. A anticipat evoluțiile literare din anii 1945-1950, dominate de personalități puternice precum René Char, Henri Michaux, Saint-John Perse sau Francis Ponge, apoi, după mișcarea avangardistă din anii 1960-1970, inițiativa creării unui nou lirism și a unei abordări a misterelor universului, fără a modifica radical limbajul poetic, promovată de poeții Yves Bonnefoy, Philippe Jaccottet, Jacques Dupin, Eugène Guillevic, Jean Grosjean, André Frénaud, André du Bouchet și Jean Follain.
Printre admiratorii săi s-au numărat René-Guy Cadou, Alain Bosquet, Lionel Ray, Claude Roy, Philippe Jaccottet și Jacques Réda.

## Biografie

### O familie strâns unită
În perioada 1880-1883, Bernard, unchiul poetului, a fondat o bancă în Uruguay, împreună cu soția lui, Marie-Anne. Aceasta companie a devenit rapid o afacere de familie. Bernard i-a cerut fratelui său, Jules, tatăl poetului, să vină să i se alăture în Uruguay. Jules s-a căsătorit cu cumnata lui, Marie, sora lui Marie-Anne și mama poetului.

### Copilăria ca orfan
Supervielle s-a născut în Montevideo, Uruguay, dintr-un tată originar din Béarn și o mamă bască. În același an, micul Jules și părinții lui s-au întors în Franța pentru a-și vizita familia. Părinții lui au murit la Oloron-Sainte-Marie în urma unui tragic accident otrăviți de apa de la robinet sau victime ale holerei. Copilul a fost, prin urmare, crescut inițial de bunica lui.
În 1886, unchiul lui, Bernard, l-a adus pe tânărul Jules înapoi în Uruguay, unde a fost crescut de unchiul și de mătușa sa ca și cum ar fi fost fiul lor.

### Începuturile vocației literare
- 1893: La vârsta de nouă ani, tânărul Jules află din întâmplare că el este numai fiul adoptiv al unchiului și mătușii lui. El începe scrierea unei cărți de fabule pe un registru al băncii Supervielle.
- 1894: unchiul și mătușa lui se stabilesc la Paris. Jules urmează acolo învățământul secundar.
- 1898: Jules descoperă scrierile lui Musset, Hugo, Lamartine, Leconte de Lisle și Sully Prudhomme. El începe să scrie poezii în secret.
- 1901: El publică în considerare de autor o placă de poezii intitulat Brumes du passé. Își petrece vacanța de vară în Uruguay în 1901, 1902, 1903.
- Din 1902 până în 1906: Jules își continuă studiile, obținând bacalaureatul și apoi licența în literatură. El își încheie serviciul militar, deși sănătatea sa fragilă face ca experiența cazonă să fie una dificilă.

### Maturitatea
- 1907: Se căsătorește cu Pilar Saavedra la Montevideo. Cei doi au șase copii, născuți între 1908 și 1929.
- 1910: Își susține teza de doctorat despre simțirea naturii în poezia hispano-americană. Extracte au apărut în Bulletin of the American library.
- 1912: După mai multe călătorii, se stabilește la Paris, într-un apartament (situat pe bulevardul Lannes nr. 47), unde va locui timp de douăzeci și trei de ani. Cu toate acestea el continuă să viziteze frecvent Uruguay-ul, a doua lui patrie.
- Între 1914 și 1917 Jules este recrutat în Armata Franceză. Desfășoară activități de birou în cadrul Ministerului de Război, datorită abilităților sale lingvistice. Începând din 1917 dedică o mare parte de timp pentru lectură și descoperă scrierile lui Paul Claudel, Arthur Rimbaud, Stéphane Mallarmé, Jules Laforgue și Walt Whitman.
- 1919: Publicarea poemelor sale atrage atenția lui André Gide și Paul Valéry și îl aduce în contact cu Nouvelle Revue Française (NRF).

### Activitatea ca poet
- 1922: Publică primul volum important de poezii: Débarcadères.
- 1923: Acest an marchează începutul unei lungi prietenii cu scriitorul Henri Michaux, care va deveni prietenul său apropiat. Tot acum publică primul său roman: L'Homme de la pampa.
- 1925: Îl cunoaște pe marele poet german Rainer Maria Rilke și publică una dintre colecțiile majore de poezie franceză din secolul al XX-lea: Gravitations.
- 1927: El devine prieten apropiat al lui Jean Paulhan și îi trimite acestuia toate textele sale.
- 1931: Publică primul volum important de povestiri fantastice: L'Enfant de la haute mer (cinci texte publicate între 1924 și 1930, plus trei povestiri originale). În acest moment, desfășoară multe activități literare și dobândește recunoașterea criticilor, inclusiv din Uruguay. Prima lui piesă importantă, La Belle au bois, este scrisă, de asemenea, tot acum. În plus, el își modifică permanent textele, le republică de mai multe ori și trece des de la un gen literar la altul.
- 1938: Îl cunoaște pe René Étiemble.

### Anii exilului
- 1939: Odată cu declanșarea războiului începe o perioadă dificilă: tensiunile internaționale, dificultățile financiare și problemele de sănătate (probleme pulmonare și cardiace) îl determină pe Supervielle să trăiască exilat timp de șapte ani în Uruguay. El este numit Ofițer al Legiunii de onoare.
- 1940: Banca Supervielle intră în faliment; poetul este ruinat. Activitatea sa literară este încă foarte intensă și piesele sale de teatru au fost puse în scenă ulterior de importanți regizori, printre care și Louis Jouvet. În plus, el continuă să se dedice traducerilor (Guillen, Lorca, Shakespeare etc.) și obține mai multe premii literare de-a lungul acestor ani.
- 1944: Ține o serie de conferințe la Universitatea Republicii din Montevideo despre poezia franceză contemporană.

### Dedicarea
- 1946: Supervielle se întoarce în Franța, după ce a fost numit corespondent cultural la legația Uruguayului din Paris. Publică primele povești mitologice sub titlul Orphée.
- 1947: Shéhérazade lui Supervielle este una dintre cele trei piese de teatru regizate de Jean Vilar la primul festival de la Avignon.
- 1951: Publică o povestire autobiografică intitulată Boire à la source. La acel moment, el suferă de aritmie și de o boală pulmonară.
- 1959: El publică ultimul său volum de poezii, Le Corps tragique.
- 1960: Supervielle este ales Prince des poètes („Prințul poeților”) de către colegii lui. Pe 17 mai moare în apartamentul său parizian; este îngropat în Oloron-Sainte-Marie. În luna octombrie, NRF publică un număr special dedicat lui.
- 1966-1987: Editura Gallimard publică în colecția „Poésie” principalele sale volume de poezie.
- 1976: Pilar moare; ea este îngropată alături de soțul ei.
- 1990: Primăria orașului Oloron-Sainte-Marie înființează premiul Jules Supervielle; printre câștigătorii premiului se află poeți contemporani majori precum Alain Bosquet, Eugène Guillevic, Henri Thomas, Jean Grosjean și Lionel Ray.
- 1996: Are loc publicarea completă a operei poetice a lui Jules Supervielle în Bibliothèque de La Pléiade, de către editura Gallimard.

## Onoruri
- Lycée Français de Montevideo îi poartă numele.

## Studii despre activitatea sa
- Claude Roy, Supervielle, Paris, Poésies P., NRF, 1970
- Sabine Dewulf, Jules Supervielle ou la connaissance poétique - Sous le soleil d’oubli, coll. Critiques Littéraires, in two volumes, Paris, éd. L’Harmattan, 2001

## Traduceri în limba engleză
Textul în limba engleză cu text paralel în limba franceză:
- James Kirkup, Denise Levertov, Kenneth Rexroth and Alan Pryce-Jones,  Jules Supervielle: Selected Writings , New Directions, New York, 1967
- George Bogin,  Jules Supervielle: Selected Poems and Reflections on the Art of Poetry , SUN, New York, 1985